# Copa de la Reina de hockey sobre patines 2020
La 15ª edición de la Copa de la Reina se tenía que celebrar en La Coruña, en el Palacio de los Deportes de Riazor, entre el 19 y el 22 de marzo de 2020. Igual que la edición anterior, coincidiría con la Copa del Rey. 
Los equipos clasificados fueron los 8 mejores equipos de la OK Liga 2019-20 en la primera vuelta de la liga. Los cuatro primeros como entraron como cabezas de serie y los emparejamientos se decidieron por sorteo el 30 de enero de 2020.
A pocos días del inicio de la competición, debido a la pandemia de COVID-19, la RFEP se vio obligada a aplazar la competición, en un principio sin fecha. Poco después, en un comunicado oficial en el que anunciaban la suspensión cautelar de todas las competiciones, fijaban su nueva fecha provisional: del 4 al 7 de junio.
Finalmente debido a la pandemia de COVID-19, la edición de este año fue finalmente suspendida por parte de la Federación Española de Patinaje el 28 de agosto de 2020.